# Татарский Урмат
Татарский Урмат (тат. Татар Урматы) — деревня в Высокогорском районе Республики Татарстан, в составе Иске-Казанского сельского поселения.

## География
Деревня находится на реке Урмат, в 31 км к востоку от районного центра, посёлка железнодорожной станции Высокая Гора.

## История
Окрестности деревни были обитаемы уже в период Волжской Булгарии, о чём свидетельствует археологический памятник: Татарско-Урматское кладбище.
Первоисточники упоминают о деревне, под названием Урмат, Новый Урмат с 1602-1603 годов.
Современное название деревни произошло от этнонима татар и названия реки Урмат.
В сословном плане, в XVIII веке и вплоть до 1860-х годов, татарское население деревни причислялось к государственным крестьянам.
По данным переписей, население деревни увеличивалось с 37 душ мужского пола в 1782 году до 409 человек в 1926 году. В последующие годы численность населения деревни постепенно уменьшалась и в 2017 году составила 75 человек.
В «Списке населенных мест по сведениям 1859 года», изданном в 1866 году, населённый пункт упомянут как казённая деревня Новый Урмат 1-го стана Казанского уезда Казанской губернии. Располагалась при безымянном ручье, по правую сторону Сибирского почтового тракта, в 45 верстах от уездного и губернского города Казань и в 30 верстах от становой квартиры во владельческой деревне Пермяки (Богородское). В деревне, в 45 дворах проживали 234 человека (106 мужчин и 128 женщин), была мечеть.
По сведениям из первоисточников, в 1909 году в деревне была построена мечеть, существовал мектеб.
Административно, до 1920 года деревня относилась к Казанскому уезду Казанской губернии, с 1935 года (с перерывами) относится к Высокогорскому району Татарстана.

## Экономика и инфраструктура
Полеводство, животноводство; эти виды деятельности являлись основными для жителей деревни также и в XVIII-XIX столетиях.
В деревне действует фельдшерско-акушерский пункт.